# Indestructible (álbum de Rancid)
Indestructible es el sexto álbum de Rancid, lanzado el 19 de agosto de 2003 por Hellcat Records. Este disco fue realizado por Tim Armstrong en memoria de su pareja Brody Dalle (The Distillers), de la cual se divorció en 2003. Este suceso inspiró algunas de las canciones del disco, que además es uno de los álbumes más personales grabados por la banda.
También es el último trabajo que el grupo publica con Brett Reed (batería), que dejó la banda en noviembre de 2006. 

## Lista de canciones
- 1. Indestructible- 1:36
- 2. Fall Back Down- 3:43
- 3. Red Hot Moon- 3:36
- 4. David Courtney- 2:44
- 5. Start Now- 3:05
- 6. Out Of Control- 1.41
- 7. Django- 2:25
- 8. Arrested In Shangai- 4:11
- 9. Travis Bickle- 2:16
- 10. Memphis- 3:25
- 11. Spirit of 87'- 3:22
- 12. Ghost Band- 1:37
- 13. Tropical London- 3:01
- 14. Roadblock- 1:58
- 15. Born Frustrated- 2:56
- 16. Back Up Against the Wall- 3:20
- 17. Ivory Coast- 2:19
- 18. Stand Your Ground- 3:24
- 19. Otherside- 1:52

- Datos: Q1661152